# IJzeren Kruis (België)
De opstand van het Belgische volk tegen de heerschappij van koning Willem I der Nederlanden leidde in 1830 tot de onafhankelijkheid van België. Bij een geslaagde opstand behoort een onderscheiding en daarom werd al op 14 januari 1831 een "Etoille d'honneur" of Erester ingesteld door het Voorlopig Bewind in Brussel. De wet op de nationale beloningen van 28 mei 1831 maakt de instelling van de ster weer ongedaan. Het is niet bekend of er eresterren zijn uitgereikt maar er zijn wel exemplaren bewaard gebleven.
Het IJzeren Kruis werd in 1833 door minister van Binnenlandse Zaken graaf de Meylandt de Theux in fasen ingesteld. Om problemen met de wispelturige Belgische volksvertegenwoordiging te voorkomen, vroeg hij in de in de herfst van 1832 ingediende begroting voor 1833 eerst om een budget van 15000 frank voor eretekens. Dat werd goedgekeurd en de minister liet de zaak verder in Koninklijke Besluiten zijn beslag krijgen.
Op 30 december 1833 bepaalt Leopold I dat er IJzeren Kruisen in twee klassen zullen zijn. In een typisch Belgische regeling stelt de koning vast dat het "IJzeren Kruis Eerste Klasse" een gouden kruis zal zijn met een Belgische leeuw binnen een geëmailleerde rode cirkel. Het "IJzeren Kruis der Tweede Klasse" is een achthoekige ijzeren medaille met een afbeelding van een leeuw op een voetstuk met daaromheen de woorden "AUX DÉFENSEURS DE LA PATRIE". Op de keerzijde staat het jaartal van het oproer met daaromheen de wapens van negen provincies. De medaille kon niet worden gedragen. Voor het kruis was een rood zijden lint met een smalle geel-zwart-gele zoom voorgeschreven. Het zou op de linkerborst gedragen moeten worden.
De eretekens zouden, volgens de toelichting bij de begroting van 1833, voor "de tussen 25 augustus 1830 en 4 februari 1831 gewonde burgers, de eclatant dappere strijders voor nationale onafhankelijkheid en zij die opvallende diensten aan het land hebben bewezen" zijn bestemd.
Men reikt 1635, vaak door Joseph Germain Dutalis vervaardigde, kruisen en een onbekend aantal medailles uit.
De bezitters van de ondraagbare medailles waren zeer ontevreden. Er zijn medailles met een later aangebrachte ring bekend waaruit men mag opmaken dat men de medaille toch heeft gedragen. Vanwege het gemor werden de medailles al in 1831 door zilveren kruisen vervangen. In 1832 krijgen ook de dragers van een zilveren kruis een IJzeren Kruis der Eerste Klasse.
De vierarmige gouden kruisen zijn gedeeltelijk van ijzer of van goud met op de armen bevestigde ijzeren plaatjes. Soms zijn de armen van het kruis ook van ebbenhout of in het vuur zwartverbrand hout vervaardigd.
Het IJzeren Kruis was de eerste Belgische onderscheiding die ook werkelijk aan Belgen werd verleend. Op 3 augustus 1832 werd de Leopoldsorde ingesteld maar die werd pas op 9 december 1832 voor het eerst aan een Fransman uitgereikt. Belgen volgden pas in januari 1833.
In de Brusselse Vrijheidswijk is een straat naar het IJzeren Kruis genoemd.